# William J. Holloway

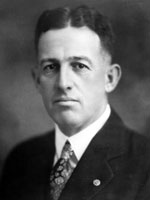
William J. Holloway

William Judson Holloway (* 15. Dezember 1888 in Arkadelphia, Arkansas; † 28. Januar 1970 in Oklahoma City, Oklahoma) war ein US-amerikanischer Politiker und von 1929 bis 1931 der achte Gouverneur des Bundesstaates Oklahoma.

## Frühe Jahre und politischer Aufstieg
William Holloway besuchte bis 1910 das Ouachita Baptist College. Danach zog er nach Hugo in Oklahoma, wo er an der dortigen Schule für drei Jahre als Lehrer tätig wurde. Anschließend studierte er an der University of Chicago. Seine Ausbildung schloss er 1915 mit einem Jurastudium an der Cumberland University ab.
Noch im Jahr 1915 kehrte er nach Hugo zurück. Zwischen 1916 und 1918 war er Bezirksstaatsanwalt im Choctaw County. Außerdem wurde er für sechs Jahre Mitglied des Senats von Oklahoma. Zeitweise war er sogar Präsident dieses Gremiums. Im Jahr 1926 wurde er als Kandidat der Demokratischen Partei zum Vizegouverneur seines Staates gewählt.

## Gouverneur von Oklahoma
In seiner Eigenschaft als Vizegouverneur musste er nach der Absetzung von Henry S. Johnston im Januar 1929 dessen restliche Amtszeit als Gouverneur bis zum 12. Januar 1931 beenden. In dieser Zeit wurden die Gesetze zum Kinderschutz verbessert und neue Gesetze im Bergbau erlassen. Die Straßenverwaltungsbehörde (Highway Commission) wurde reformiert und das Vorwahlprinzip eingeführt. Aus Sicherheitsgründen wurde auf den Autobahnen des Landes eine Geschwindigkeitsbegrenzung von 45 Meilen pro Stunde eingeführt. Überschattet wurde seine Amtszeit von der Weltwirtschaftskrise, die Oklahoma schwer traf.
Nach dem Ende seiner Amtszeit wurde Holloway Rechtsanwalt in Oklahoma City. Dort ist er im Jahr 1970 auch verstorben. Er war mit Amy Arnold verheiratet. Das Paar hatte ein Kind.